# Mercedes 4,5 litres voiture de course de côte
La Mercedes 4,5 litres voiture de course est une voiture de course de Daimler-Motoren-Gesellschaft (DMG), basé à Stuttgart-Untertürkheim.

## La course
Le véhicule a participé pour la première fois à la course de Semmering en septembre 1924. La pièce unique, créée à l’instigation d’Otto Salzer, a été construite sur le châssis éprouvé de la Targa Florio de 2 litres. Le légendaire moteur de 4,5 litres de la voiture de course de Grand Prix de 1914 a été implanté comme moteur. Cependant, le moteur avait été équipé d’un compresseur supplémentaire. Le châssis moderne de l’époque avec le moteur de course modifié vieux de dix ans était très compétitif. Le Moteur antique lui a donné le surnom de « Grand-mère ». Lors de la course de Semmering, Otto Salzer a établi un record de classe pour les voitures de course de plus de 3 litres. Le vainqueur était son coéquipier Christian Werner avec la voiture Targa Florio régulière de 2 litres. Otto Salzer a franchi la ligne d’arrivée seulement 10 secondes plus tard. Deux ans plus tard, Rudolf Caracciola a également remporté le Semmering avec la voiture de course de 4,5 litres, établissant le meilleur temps de la journée et établissant un nouveau record de piste de 89,8 km/h. À partir de 1927, Adolf Rosenberger a utilisé la voiture dans un grand nombre de courses, comme en mai 1927 à la course de côte Hercules et à la course de côte vers le Hohe Wurzel. En août, il a établi de nouveaux records de parcours dans toutes les courses mentionnées. (Course du Schauinsland; Klausen Pass Race en Suisse).
Il a obtenu des succès similaires à la course de Gabelbach en août 1929 et à la Semaine internationale de l’automobile à Saint-Moritz, où il a atteint une vitesse moyenne de 193,5 km/h sur deux kilomètres.

## Présentation technique
La voiture de course, qui est basée sur la Targa Florio, a été allongée dans l’empattement. L’empattement était maintenant de 2845 mm au lieu de 2700 mm. La largeur des deux véhicules était de 1700 mm. La hauteur du véhicule a été portée à 1400 mm grâce au moteur. Le moteur M 93654 était déjà utilisé dans le Grand Prix automobile de France 1914.

## Chiffres de production
| Année                                 | 1924 | total |
| ------------------------------------- | ---- | ----- |
| Mercedes 4,5 litres voiture de course | 1    | 1     |

 Le véhicule a été répertorié dans les statistiques officielles globales du véhicule en tant que voiture de tourisme DMG. La production annuelle de DMG en 1924 était de 1333 véhicules.